# Zona metropolitana de Juárez y El Paso
La Zona Metropolitana de Juárez y El Paso, también conocido como Juárez-El Paso o el Paso del Norte, es una zona metropolitana o aglomeración urbana binacional formada principalmente por dos localidades: Ciudad Juárez, en el estado mexicano de Chihuahua y El Paso, en el estado estadounidense de Texas. Además de estas dos ciudades principales, cuenta con varios suburbios y comunidades repartidas también entre Chihuahua, Texas y Nuevo México.
Esta zona metropolitana cuenta con una población que actualmente ronda los 2.3 millones de habitantes. Siendo la segunda zona metropolitana binacional en la frontera Estados Unidos-México más poblada. Además, esta área es la mayor fuerza de trabajo bilingüe y binacional en el hemisferio occidental.

## Poblaciones

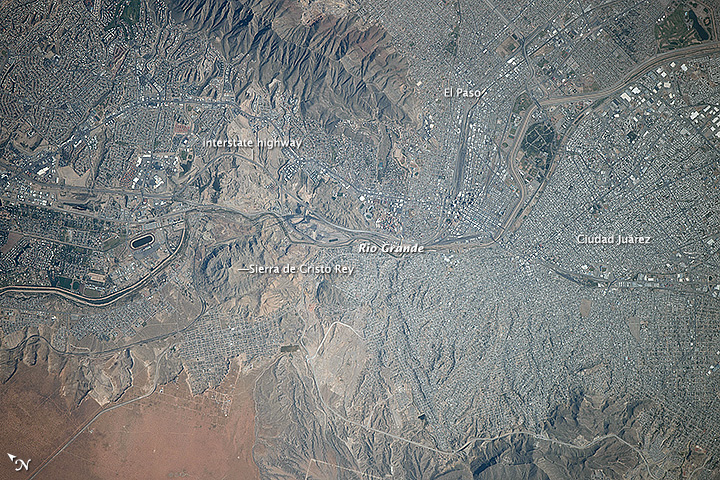
Ciudad Juárez y El Paso vistos desde la Estación Espacial Internacional en 2014

Ciudad Juárez es con mucho, la ciudad más grande de la región (con una población de 1,500,891 habitantes en 2010). El Paso, está en segundo lugar (con una población de 681,124 habitantes en 2015). Las Cruces está en tercer puesto (con una población de 101,643 habitantes en 2015).
Algunos de los principales suburbios son:
| Suburbio         | Estado       | País           | Población (hab.) |
| ---------------- | ------------ | -------------- | ---------------- |
| Socorro          | Texas        | Estados Unidos | 32 013 (2010)    |
| Puerto de Anapra | Chihuahua    | México         | 16,990 (2010)    |
| Sunland Park     | Nuevo México | Estados Unidos | 15 400 (2015)    |
| San Elizario     | Texas        | Estados Unidos | 13 603 (2010)    |
| Fabens           | Texas        | Estados Unidos | 8 257 (2010)     |

Además, hay muchas comunidades más pequeñas en el área, incluyendo:
| Comunidad       | Estado       | País           | Población (hab.) |
| --------------- | ------------ | -------------- | ---------------- |
| Horizon City    | Texas        | Estados Unidos | 19 232 (2019)    |
| Anthony         | Nuevo México | Estados Unidos | 9 360 (2010)     |
| Anthony         | Texas        | Estados Unidos | 5 011 (2010)     |
| Canutillo       | Texas        | Estados Unidos | 6 321 (2010)     |
| Chaparral       | Texas        | Estados Unidos | 13 603 (2010)    |
| Mesilla         | Nuevo México | Estados Unidos | 2 196 (2010)     |
| Santa Teresa    | Nuevo México | Estados Unidos | 4 258 (2010)     |
| University Park | Nuevo México | Estados Unidos | 4 192 (2010)     |
| Vado            | Nuevo México | Estados Unidos | 3 194 (2010)     |

## Geografía
La característica más conocida de la zona es el Río Bravo, que divide a los Estados Unidos de México. El río fluye alrededor del extremo sur de la Sierra de los Mansos. Al oeste de Ciudad Juárez y El Paso, el río se aleja de la frontera y conecta estas ciudades con Las Cruces, Nuevo México.
La elevación típica en la región de El Paso-Juárez es de aproximadamente 1,200 metros, aunque en la Sierra de los Mansos que atraviesan la región tienen picos que se elevan mucho más, la mayor montaña de esta sierra, por ejemplo, se eleva a 2,192 metros.
El área se encuentra en el Desierto de Chihuahua, que a su vez es la sección más oriental de la Cuenca y la Región de la Cordillera.

## Galería

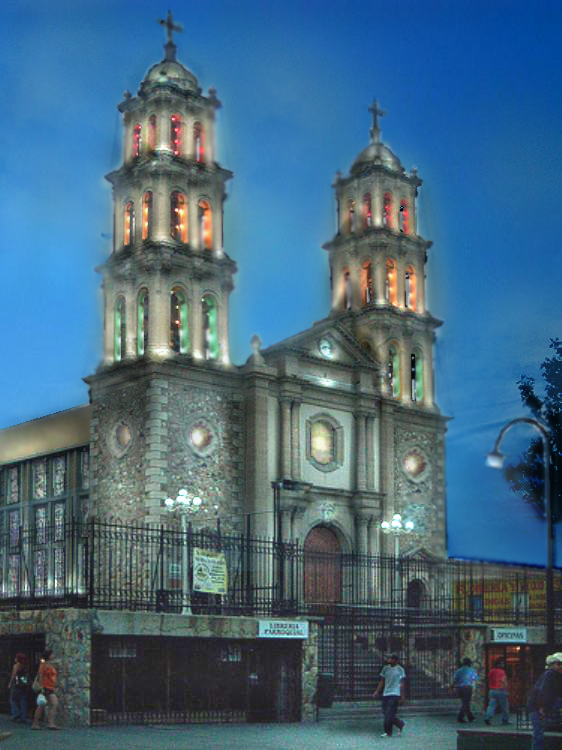
Catedral de Ciudad Juárez en la noche.
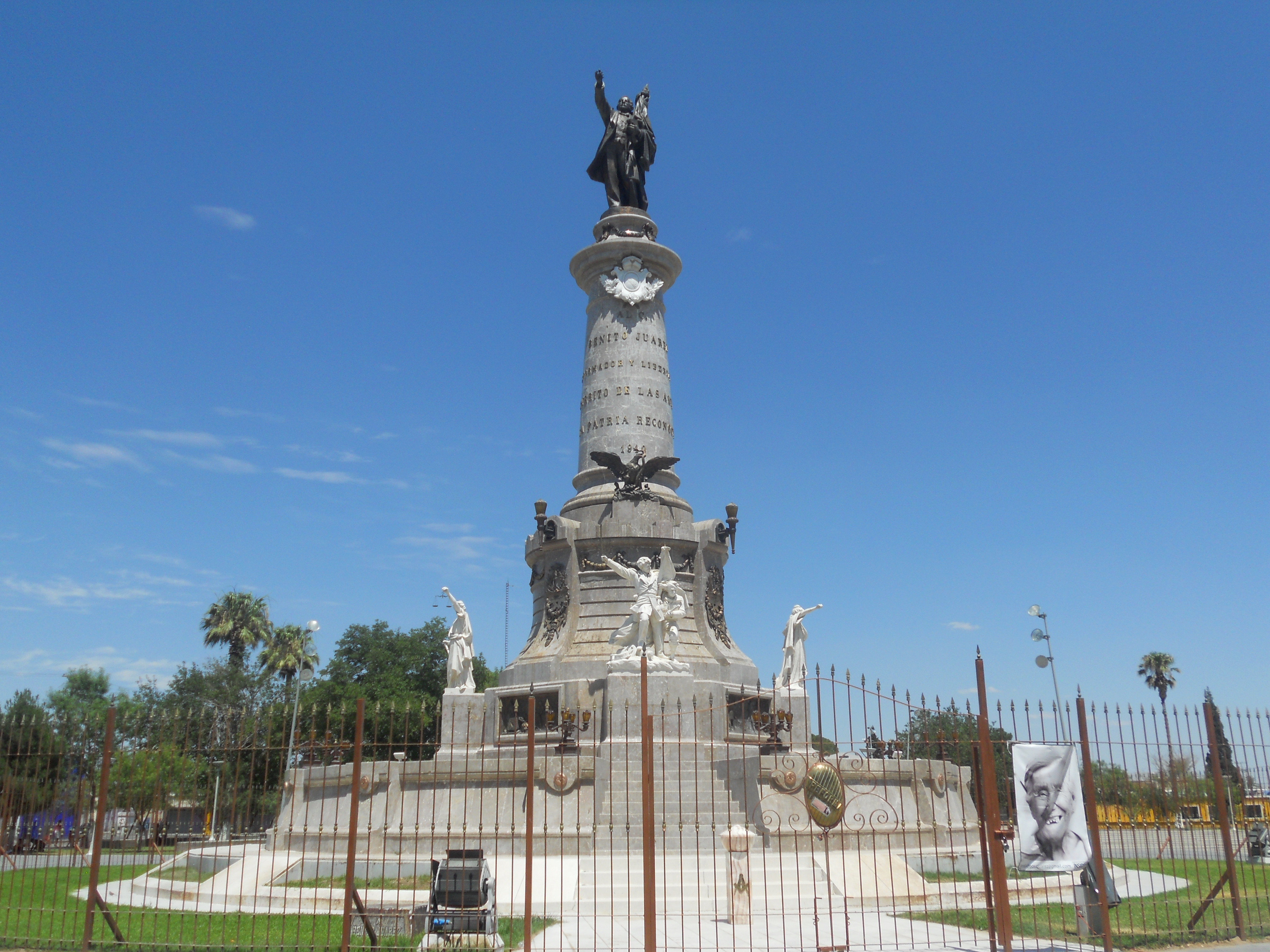
Monumento a Benito Juárez en Ciudad Juárez.
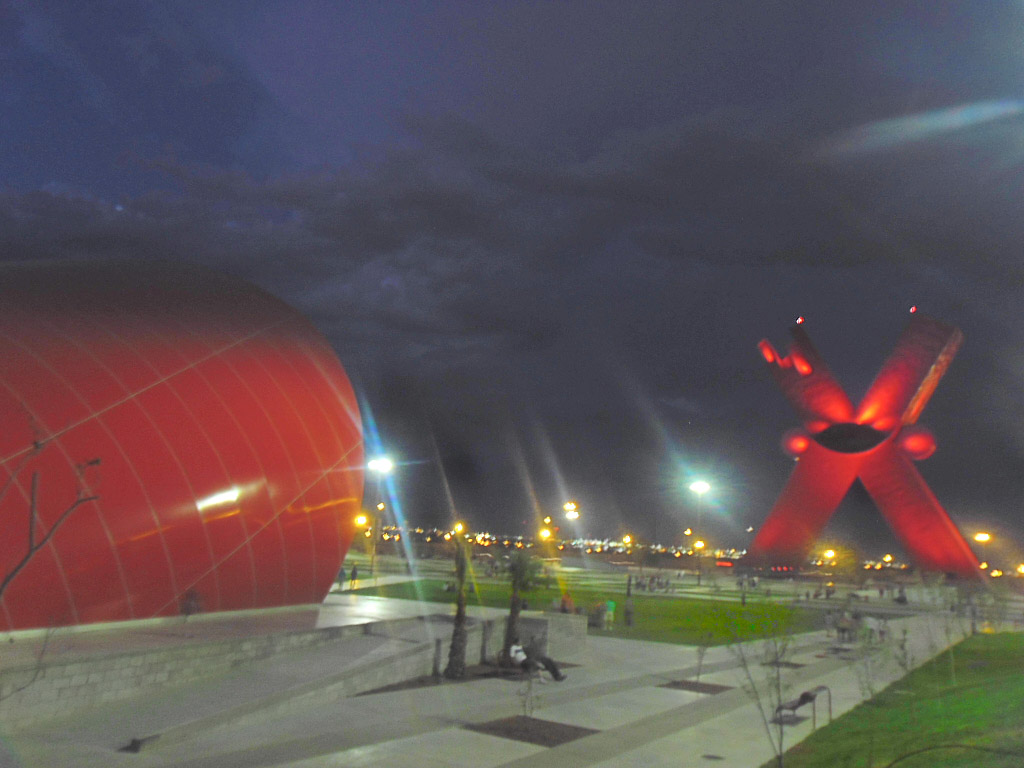
Vista de la Plaza De La Mexicanidad en el centro histórico de Ciudad Juárez.
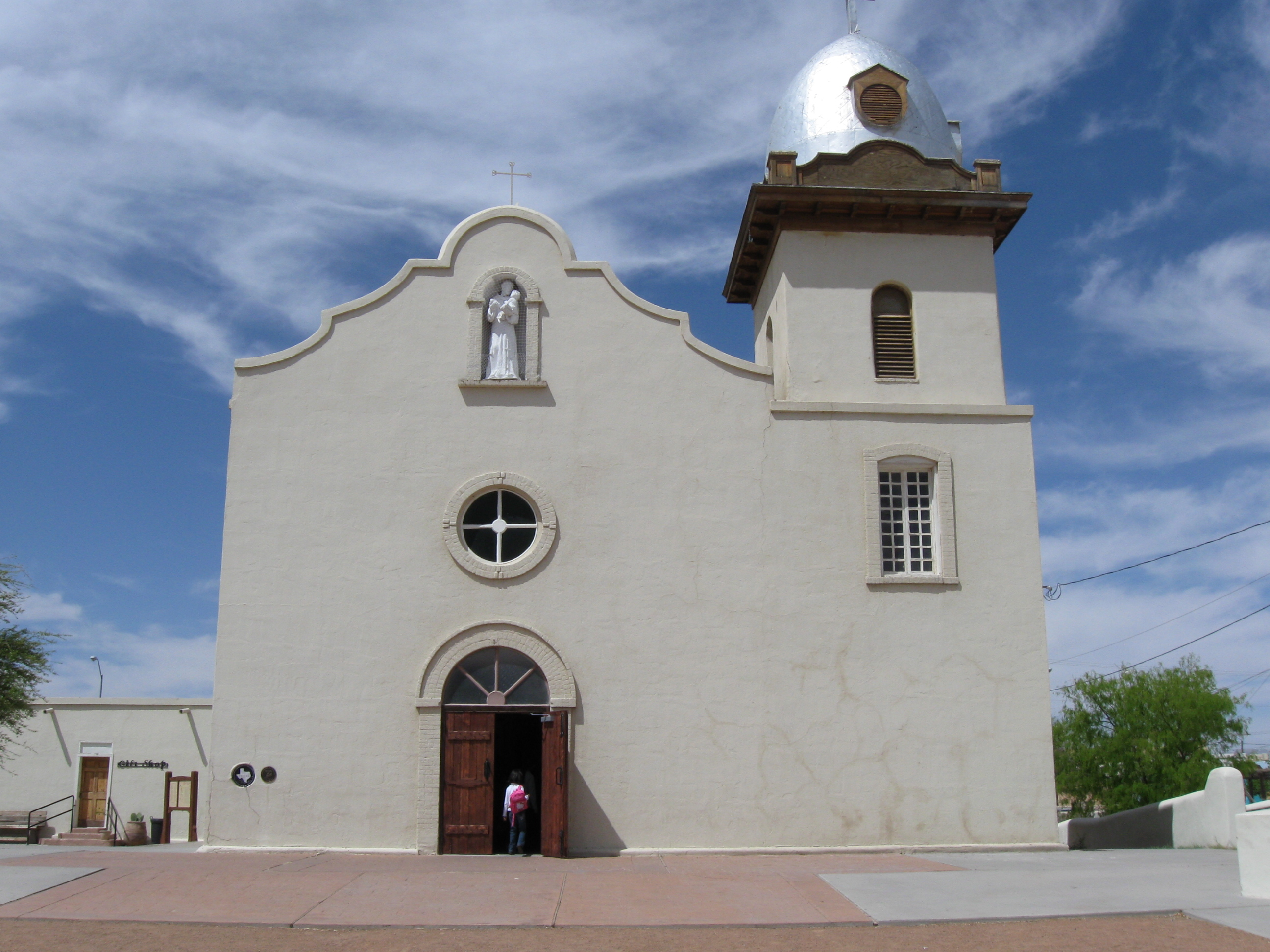
Parroquia de Ysleta del Sur Pueblo
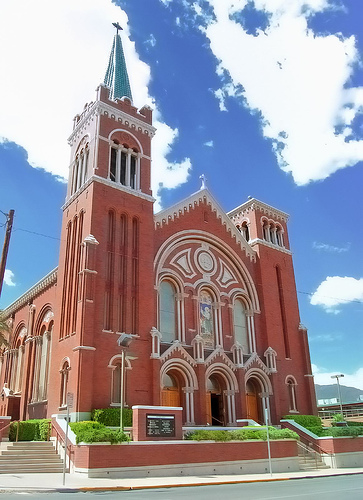
Catedral de Saint Patrick en El Paso.
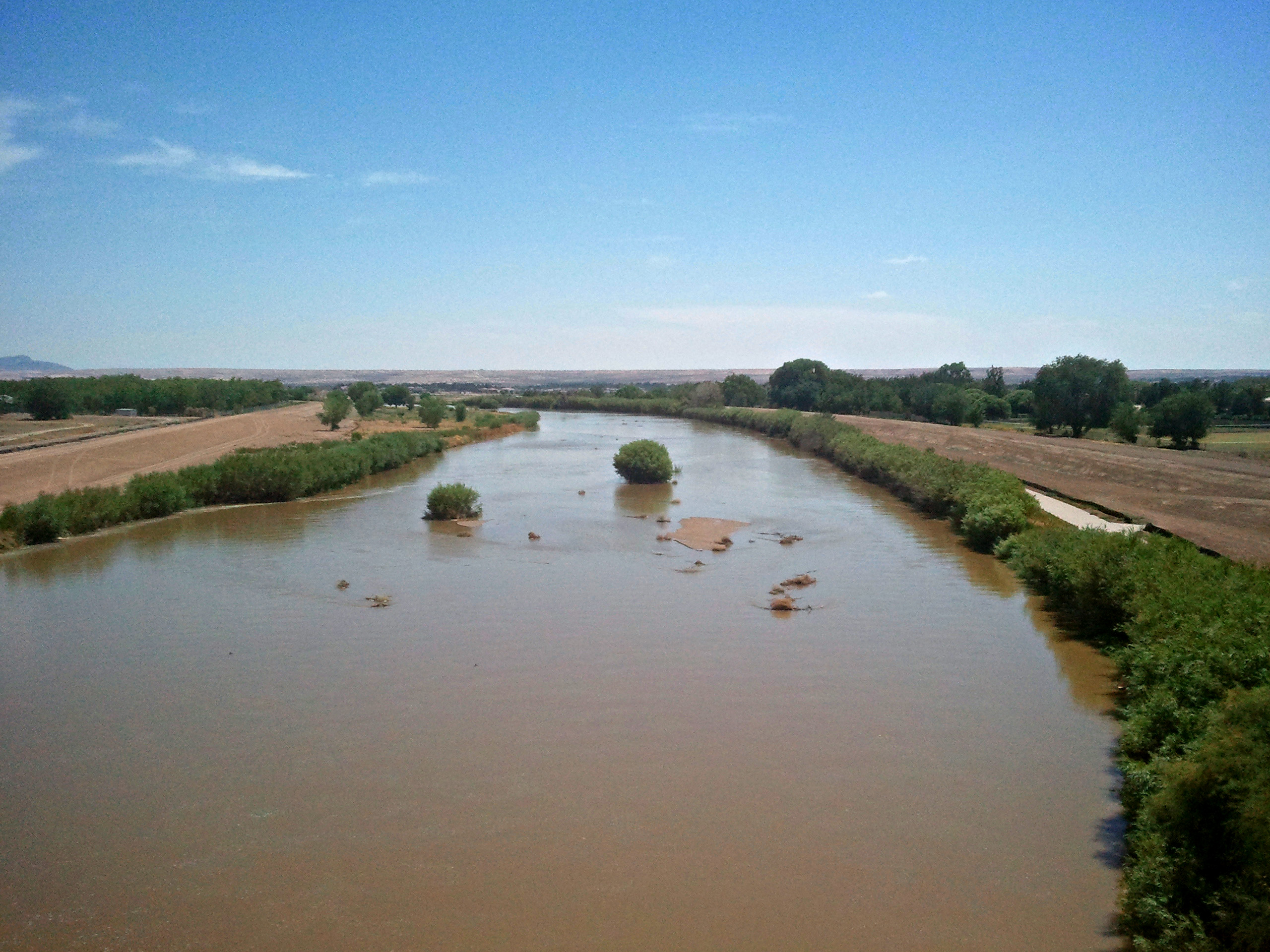
Rio Grande en el valle superior de El Paso.
La Sierra de los Mansos.
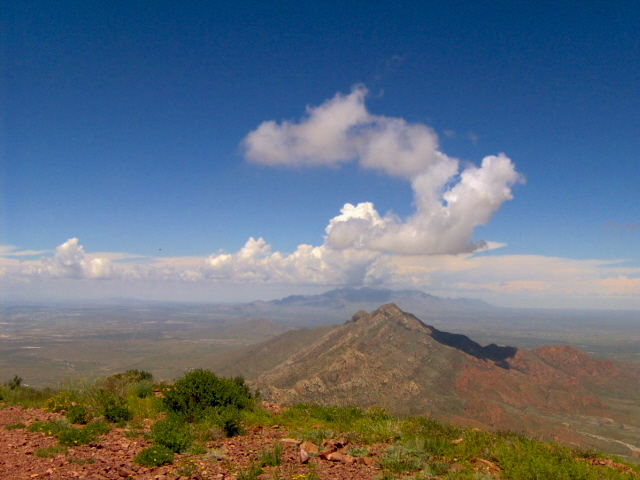
Montaña más alta de la Sierra de los Mansos.